# Audnedals kommun
Audnedals kommun (norska: Audnedal kommune) var fram till 2019 en kommun i Vest-Agder fylke i södra Norge. Den administrativa huvudorten var Konsmo. 

## Administrativ historik
Kommunen historia börjar som Undals kommun på 1830-talet. 1845 delades Undal i Nord-Undals kommun och Sør-Undals kommun. Nord-Undal bytte sedan namn till Nord-Audnedals kommun som 1911 delades i Konsmo och Vigmostads kommuner. 1964 slogs Konsmo, Grindheim och delar av Bjellands kommun samman till Audnedal.
1 januari 2020 slogs Audnedal samman med Lyngdals kommun.

## Kommunvapen
Blasonering: I grønt et sølv sirkelsagblad.
(I grönt fält en cirkelsågklinga av silver.)
Kommunvapnet godkändes genom kunglig resolution den 30 augusti 1991. Cirkelsågen användes av byalag i området. Än idag finns det mindre gårdssågar, men de hade sin storhetstid då det sågades tunnstavar till silltunnor. Kommunen har också betydande verksamheter inom träförädling.